# Bloom-Syndrom-Protein
Das Bloom-Syndrom-Protein (RecQ2) ist ein Enzym, das in vielen Lebewesen im Zellkern vorkommt. Es ist Teil des Mechanismus, der DNA-Schäden feststellt und die DNA-Reparatur einleitet. Mutationen im BLM-Gen sind Ursache für das Bloom-Syndrom, eine seltene Erbkrankheit. RecQ2 gehört zu den DEAD-Box-Helikasen und bindet an G-Quadruplexe.
Als Antwort auf Schäden an der DNA wird RecQ2 von bestimmten Proteinkomplexen phosphoryliert. Es ist selbst Teil des BRCA1-associated genome surveillance complex (BASC) und des RAD50-MRE11-NBS1-Komplexes. RecQ2 interagiert mit RMI1. Die Gesamtheit der Funktionen des Proteins ist Gegenstand momentaner Forschung.